# Bombus funebris
Bombus funebris är en biart som beskrevs av Smith 1854. Bombus funebris ingår i släktet humlor, och familjen långtungebin. Inga underarter finns listade.

## Beskrivning
Drottning och arbetare är övervägande svarta, men med ett vitt fält på mellankroppen, på bakkanten av tergit 4 och hela tergit 5. Även på tergit 6 kan de ha iblandade ljusa hår. Vingarna är brunsvart halvgenomskinliga. Hanarna har en liknande färgteckning, men där är hela tergit 5 till 7 vita. Deras vingar är dessutom halvgenomskinligt ljusbruna. Drottningen är omkring 20 mm lång, arbetarna 14 mm och hanarna 16 mm.

## Ekologi
Humlan är en obligat höghöjdsart (det vill säga den lever endast på höga höjder) som vanligen lever på höjder mellan 2 000 och 3 500 m. Arten är vanlig, men undviker Andernas skogar. På höjder över 3 800 m är den dock mindre vanlig. Som högst har den observerats på en höjd av 4 750 m i Colombia, en av de högsta höjder man observerat någon humla.

## Utbredning
Utbredningsområdet omfattar Bolivia (departementen Cochabamba och La Paz), Chile (regionen Coquimbo), Colombia (departementen Cundinamarca och Nariño), Ecuador (provinserna Azuay, Guayas, Loja, Los Ríos, Pastaza, Pichincha och Tungurahua) samt Peru (provinsen Lima samt regionerna Ancash, Arequipa, Ayacucho, Cajamarca, Cuzco, Junín, Piura, Puno och Tacna)

## Hotbild
Även om arten är vanlig, ser IUCN habitatförlust till följd av utökat jordbruk som ett potentiellt hot, inte minst på grund av den utarmning av näringsväxterna som jordbrukets monokulturer skulle kunna innebära.